# Michel Rouquette

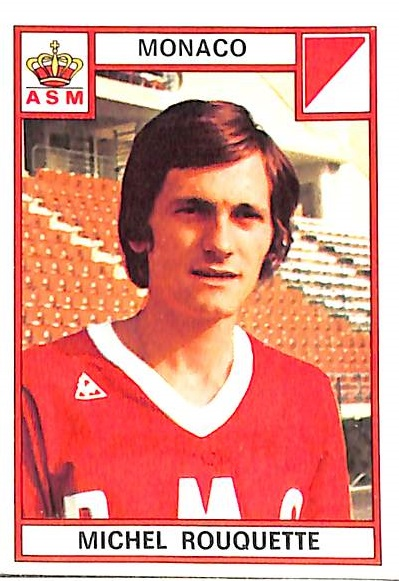
Michel Rouquette - Saison 1975-1976 As Monaco

Michel Rouquette, né le 26 août 1950 à Magenta (Marne), est un footballeur puis entraîneur français. Il évolue au poste d'attaquant de la fin des années 1960 à la fin des années 1980. et se reconvertit en entraîneur à partir de cette période et exerce cela jusqu'au milieu des années 2000.
Formé au RC Épernay, il évolue ensuite à l'AS Saint-Étienne, avec qui il est champion de France en 1974, avant de rejoindre l'AS Monaco où il remporte un nouveau titre de champion en 1978. Il termine sa carrière professionnelle au FC Martigues.
Devenu entraîneur, il dirige notamment le Red Star 93 et Al-Gharafa SC.

## Biographie
Michel Rouquette joue 77 matchs en Division 1 ainsi que 103 matchs en Division 2.

## Palmarès

### Joueur
- Championnat de France : 
  - Champion en 1974 avec l'AS Saint-Étienne.
  - Champion en 1978 avec l'AS Monaco.

- Championnat de France de Division 2 : 
  - Champion en 1977 avec l'AS Monaco.

- Division d'Honneur Nord-Est : 
  - Champion en 1972 avec le Racing Club Épernay Champagne.

### Entraîneur
- Championnat du Qatar : 
  - Vice-champion en 2007 avec l'Al-Gharafa SC

- Coupe Sheikh Jassem du Qatar : 
  - Vainqueur en 2007 avec l'Al-Gharafa SC